# Jiao Zhimin
Jiao Zhimin (志敏 焦, 1 december 1963) is een Chinees tafeltennisspeelster. Zij werd met de nationale vrouwenploeg in New Delhi 1987 wereldkampioene in de landenwedstrijd en bereikte samen met Jiang Jialiang tevens de finale in het gemengd dubbelspel. De Chinese won op de Olympische Zomerspelen 1988 zowel een bronzen (in het enkelspel) als een zilveren medaille (in het dubbelspel, samen met Chen Jing).

## Sportieve loopbaan
Zhimin had van 1983 tot en met 1988 een relatief korte internationale sportcarrière, maar sleepte daarin wel het nodige eremetaal binnen. Het eerste toernooi waarop ze zich liet zien buiten China was de Azië Cup in 1983, die haar meteen een bronzen medaille in het enkelspel opleverde. Zhimin keerde op het evenement terug in 1985 en 1987 en won het toen beide keren. In de tussentijd pakte de Chinese ook op de Aziatische Spelen 1986 goud in het enkelspel en samen met haar (toen nog) landgenote He Zhili zilver in het dubbelspel.
Zhimin propte haar prijzenkast in 1987 nog wat voller toen ze op het WK de finale haalde van zowel het landentoernooi als van het gemengd dubbelspel. De eerste won ze, in de tweede moest ze het goud aan haar landgenoten Hui Jun en Geng Lijuan laten.
Met een ruim gevuld palmares verscheen Zhimin in 1988 op haar enige olympische toernooi. Dat bleek het enige soort evenement waarop ze nooit een titel op haar naam schreef. Ze nam in Seoel deel aan zowel het enkel- als dubbelspeltoernooi, maar overleefde in het individuele evenement de halve finale niet. Samen met Chen Jing plaatste ze zich wel de eindstrijd voor vrouwendubbels, maar daarin grepen de Zuid-Koreaanse speelsters Hyun Jung-hwa en Yang Young-ja vervolgens de olympische titel.
Zhimin is getrouwd met de Zuid-Koreaanse tafeltennisser Ahn Jae-hyung, die ook op de Olympische Spelen van 1988 actief was en daar brons won in het toernooi voor mannendubbels.

## Erelijst
- Wereldkampioene op het landentoernooi van 1987 (met China)
- Zilver WK gemengd dubbel 1987 (met Jiang Jialiang), brons in 1985
- Brons WK dubbelspel 1985 en 1987
- Zilver Olympische Spelen 1988 enkelspel
- Brons Olympische Spelen 1988 dubbelspel met (Chen Jing)
- Winnares Azië Cup 185 en 1987 (brons in 1983)
- Winnares Aziatische Spelen 1986 enkelspel
- Verliezend finaliste Aziatische Spelen 1986 dubbelspel (met He Zhili)
- Verliezend finaliste Aziatische Spelen 1986 landentoernooi
- Winnares Aziatisch kampioenschap voor landenploegen 1984 en 1986
- Verliezend finaliste Aziatisch kampioenschap enkelspel 1986 en 1988
- Verliezend finaliste Aziatisch kampioenschap gemengd dubbel 1988 (met Jiang Jialiang)